# Червено подъбиче
Червеното подъбиче (Teucrium chamaedrys) е многогодишно тревисто растение, разпространено в Европа, части от Северна Африка и Близкия изток. Среща се в цяла България, от 0 до 2000 m н.в., по каменисти и тревисти места и из храсталаци.

## Описание
Малък полухраст с неясно четириръбести стъбла, едногодишни, високи от 10 до 30 cm. Има срещуположни листа, дълги от 1 до 4 cm, с 1 – 6 mm дълги дръжки, с клиновидна основа. Венчето е червено до розово, цветовете – виолетови.
Използва се с лечебни цели, има ободряващ ефект, повишава апетита, влияе запичащо, повишава секрецията на жлъчката и благоприятства храносмилането. Може да се прилага при диария и хемороиди.